# La Nuit où l'on a sauvé le père Noël
Pour plus de détails, voir Fiche technique et Distribution.
La Nuit où l'on a sauvé le père Noël ou S.O.S Père Noël au Québec (The Night They Saved Christmas) est un téléfilm de Noël américain réalisé par Jackie Cooper, diffusé en 1984. Sa première diffusion française fut sur La Cinq en 1986.

## Synopsis
Le film raconte l'histoire d'une famille américaine vivant dans la région du Pôle Nord. Le père, Michael Baldwin (Paul Le Mat), est employé dans la compagnie pétrolière de Sumner Murdock (Mason Adams), cherchant désespérément un puits de pétrole. Ce qu'il ne sait pas, c'est que les explosions dues à la recherche de pétrole de la compagnie risquent de nuire à Pôle Nord City, la ville où réside le Père Noël (Art Carney).
Le film s'ouvre sur une explosion de dynamite sur la zone A qui, malheureusement, pour l'entreprise ne produit pas de pétrole. La femme de Baldwin, Claudia (Jaclyn Smith), vient ensuite le récupérer a son travail. Sur le chemin du retour, Claudia dit à Michael qu'elle veut retourner avec leurs enfants (David, Marianne & Rémi) à Los Angeles, là où ils pourraient à nouveau avoir une vie civilisée. Michael affirme qu'il ne peut pas quitter son travail comme ça, puisque c'était son idée. En arrivant à leur domicile, Michael et Claudia doivent faire face à leurs trois enfants, ces derniers discutant de l'existence du Père Noël. Pour aggraver les choses, Murdock, dépeint comme le patron d'entreprise stéréotypé insensible, menace de mettre fin à l'emploi de Michael, si les recherches de puits de pétrole ne produisent pas de résultats. Michael décide donc d'envoyer les machines sur la zone B.
Le lendemain, Michael retourne à son travail, où il rencontre Ed (Paul Williams) , le lutin en chef de Père Noël. Ce dernier vient l'informer des troubles que produisent les explosions de son entreprise sur Pôle Nord City, mais Baldwin, croyant à une farce d'un de ses collègues, est pris d'un fou rire. Mais Ed ne se décourage pas, et le lendemain matin, il vient sonner à la porte des Baldwin, les invitant à aller à Pôle Nord City pour rencontrer le Père Noël et leur prouver son existence. Michael refuse à cause d'une réunion, mais Claudia et ses trois enfants acceptent.
Ed les emmène donc jusqu'à Pôle Nord City, où la magie opère pour Claudia et ses enfants, bien que cette dernière et l'aîné, David, croient à une mauvaise plaisanterie. Ils rencontrent donc le Père Noël et parlent avec lui autour d'un chocolat chaud avant qu'il ne montre à Claudia les dégâts que subit Pôle Nord City, à la suite des explosions produites par l'entreprise de son mari au niveau de la zone A. Le Père Noël montre à Mme Baldwin que si son mari fait exploser la zone B, la ville de Pôle Nord City avec tous ses habitants sera détruite. Il lui explique également que le pétrole se trouve bien sur la zone A, comme Michael l'avait dit.
De retour chez elle, Claudia raconte tout à son mari et à son patron, M. Murdock, qui se trouve également chez eux. Ce dernier déclare que Claudia et les enfants ont été drogués par le patron de la compagnie pétrolière concurrente, afin de les envoyer sur le mauvais gisement. Murdock décide donc d'avancer l'explosion de la zone B, la programmant pour le 24 décembre.
Les enfants ayant entendu cette conversation, les deux plus vieux, David et Marianne, décident de voler l'une des motos-neige de leur père et de retourner à Pôle Nord City pour prévenir le Père Noël et sa femme Martha (June Lockhart) ainsi que tous les autres. Mais ils sont surpris par le brouillard et se perdent. Leur mère prévenue par Rémi, le plus jeune, part à leur recherche, les trouvant, mais finissant par se perdre aussi. Le Père Noël les retrouve grâce à un communicateur et leur annonce qu'il vaut mieux qu'ils restent chez lui tous les trois, en attendant que la tempête se lève.
Michael décide donc de stopper l'opération de dynamitage tant qu'il n'a pas retrouvé sa femme et ses deux enfants. Son patron refuse et déclare qu'il fera quand même exploser la zone B. L'explosion est donc programmée, les hommes commencent le compte à rebours tandis que Baldwin, écoutant le petit dernier, décide de stopper le décompte, in extremis, car un gisement de pétrole s'est produit sur la zone A. Le 24 décembre à minuit, le Père Noël redépose Claudia et ses deux enfants chez eux pour la plus grande joie de tous. Murdock vient chez les Baldwin pour demander une explication à Michael sur son interruption de l'explosion de la zone B. Ce dernier lui fait part du gisement qui a eu lieu sur la zone A, et annonce à son patron qu'il démissionne, retournant à Los Angeles après le nouvel an. Le film se termine sur une image du Père Noël dans son traineau, partant pour une longue nuit à livrer ses cadeaux aux quatre coins du monde.

## Fiche technique
- Titre français : La Nuit où l'on a sauvé le père Noël
- Titre original : The Night They Saved Christmas
- Titre québécois : S.O.S Père Noël
- Réalisation : Jackie Cooper
- Scénario : Jim Moloney & David Niven Jr.
- Musique : Charles Gross
- Photographie : David Worth
- Montage : Eric Albertson
- Production : Robert Halmi Sr. & David R. Kappes
- Société de production : Robert Halmi
- Société de distribution : ABC
- Pays de production :  États-Unis
- Langue originale : anglais
- Format : couleur - Mono - 35 mm - 1.33:1
- Genre : fantastique, drame
- Durée : 92 minutes

## Distribution
- Jaclyn Smith : Claudia Baldwin
- Paul Le Mat : Michael Baldwin
- Art Carney : le Père Noël
- Mason Adams : Sumner Murdock
- Paul Williams : Ed
- R.J. Williams : C.B. Baldwin
- Laura Jacoby : Marianne Baldwin
- Scott Grimes : David Baldwin
- June Lockhart : Martha Noël
- Albert Hall : Loomis
- Anne Haney : Hedda